# Withius caecus
Withius caecus är en spindeldjursart som beskrevs av Beier 1929. Withius caecus ingår i släktet Withius och familjen Withiidae. Inga underarter finns listade i Catalogue of Life.